# Matt Halischuk
Matthew "Matt" Halischuk, född 1 juni 1988, är en kanadensisk professionell ishockeyspelare som spelar för Winnipeg Jets i NHL. Han har tidigare representerat Nashville Predators och New Jersey Devils.
Halischuk draftades i fjärde rundan i 2007 års draft av New Jersey Devils som 117:e spelare totalt.